# Карпатська зірка
«Карпатська зірка» — Великоберезнянська районна газета у Закарпатській області. Заснована Великоберезнянською районною радою, районною державною адміністрацією та колектив редакції.

## Історична довідка
Місцева газета Великоберезнянського району Закарпатської області під назвою «Сталінським шляхом» почала виходити 3 листопада 1946 року від органу окружкому Компартії УРСР.
Під час адміністративно-територіальної реформи в УРСР 1962—1963 років, Великоберезнянський район було об'єднано із сусіднім Перечинським. В результаті, Великий Березний втратив статус районного центру, а у регіоні почала виходити спільна газета — «Радянське село».
Згодом на зміну ручному набору текстів прийшов машинний, що полегшило працю як поліграфістів, так і журналістів.
Газета виходила тричі на тиждень. Поряд з агітаційними матеріалами також висвітлювались теми з буденного життя населення, розбудови населених пунктів району, нариси про відомих людей регіону тощо.
У редакційному колективі трудилася когорта творчих публіцистів. Серед них: письменники Федір Зубанич і Андрій Патрус-Карпатський, поет Василь Густі, науковці Петро Вайда й Омелян Довганич та інші.
2009 року редакція «Карпатської зірки» стала лауреатом почесної відзнаки Закарпатського регіонального відділення Асоціації міст України та громад і коаліції громадських організацій «За майбутнє Закарпаття» — «Оберіг срібної землі» — «за об'єктивність, активну громадську позицію і високий професіоналізм у журналістиці у номінації районних ЗМІ».
У лютому 2017 року стало відомо, що газета приєдналась до реформування державних ЗМІ згідно Закону України «Про реформування державних і комунальних друкованих засобів масової інформації».